# Äijälompolo
Äijälompolo är en sjö i Kiruna kommun i Lappland och ingår i Torneälvens huvudavrinningsområde. Sjön har en area på 0,257 kvadratkilometer och ligger 321,9 meter över havet. Äijälompolo ligger i Torne och Kalix älvsystem Natura 2000-område. Sjön avvattnas av vattendraget Äijäjoki.

## Delavrinningsområde
Äijälompolo ingår i det delavrinningsområde (751486-173365) som SMHI kallar för Utloppet av Äijälompolo. Medelhöjden är 325 meter över havet och ytan är 0,65 kvadratkilometer. Räknas de 3 avrinningsområdena uppströms in blir den ackumulerade arean 27,16 kvadratkilometer. Äijäjoki som avvattnar avrinningsområdet har biflödesordning 2, vilket innebär att vattnet flödar genom totalt 2 vattendrag innan det når havet efter 342 kilometer. Avrinningsområdet består mestadels av skog (81 procent) och sankmarker (16 procent). Avrinningsområdet har 0,38 kvadratkilometer vattenytor vilket ger det en sjöprocent på 1,8 procent.